# Царскосельский железнодорожный мост
Царскосе́льский железнодоро́жный мост — группа металлических мостов через Обводный канал в Санкт-Петербурге. Переброшен по Витебской линии Октябрьской железной дороги. Первый в России мост на железной дороге под паровозную тягу.
Выше по течению находится Ипподромный мост, ниже — Рузовский мост.

## История
Мост был построен на Царскосельской железной дороге. Это была первая в России железная дорога. Название Царскосельский мост известно с 1857 года .
Первый деревянный мост на каменных устоях был заложен 25 августа 1836 года. Работы велись под руководством Ф. А. Герстнера. Мост был деревянным арочным двухпутным, пролётом 24,5 м. В 1868—1869 годах мост был реконструирован по проекту управляющего Царскосельской дорогой Корвин-Круковского. Пролётное строение состояло из железных ферм параболической системы. Фермы были изготовлены в Бельгии на заводе Кокериль. Летом 1894 года мост был поврежден в результате железнодорожной катастрофы. Восстановление моста было закончено в октябре того же года.
Существующие металлические мосты построены в 1900—1904 годах в ходе реконструкции железнодорожных путей.
Распоряжением КГИОП № 188-рп от 09.09.2021 Царскосельский железнодорожный мост включен в Единый государственный реестр объектов культурного наследия (памятников истории и культуры) народов Российской Федерации в качестве объекта культурного наследия регионального значения.

## Конструкция

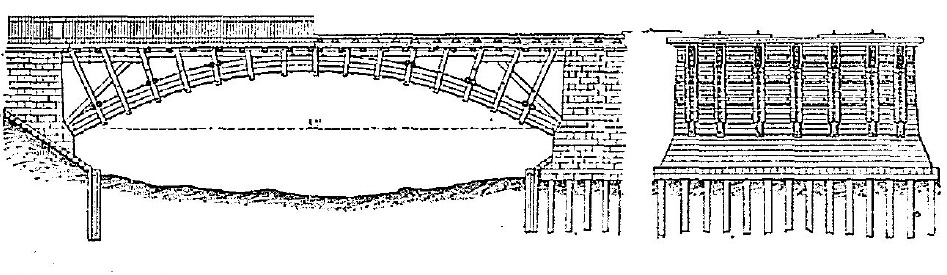
Первый мост с деревянным пролётным строением 1837 года постройки

Мост состоит из двух переправ: юго-западный на один путь и северо-восточный — на три пути. Их опоры облицованы грубым камнем. Металлические конструкции скреплены с помощью заклёпок. Центральный пролёт моста представляет собой ферму переменного сечения, повторяющую своим очертанием эпюры изгибающих моментов. В такой ферме усилия по всей длине фермы практически постоянны и материал прочность стали используется наиболее полно. Железнодорожный характер конструкции придаёт крестовая решетка, которая гарантирует постоянное включение в работу всех элементов при движении состава по верхнему поясу.
Конструкцию, аналогичную применëнной для боковых пролëтов Царскосельского моста, имеют путепроводы через Боровую улицу, строившиеся одновременно с Царскосельским мостом по проекту того же инженера (Вениамина Персона).